# نتما
قرية نتما هي إحدى القرى التابعة لمركز كوم حمادة في محافظة البحيرة في جمهورية مصر العربية. حسب إحصاءات سنة 2006، بلغ إجمالي السكان في نتما 6122 نسمة، منهم 3049 رجل و3073 امرأة.

## التاريخ
قرية نتما من القرى القديمة، حيث وردت بهذا الاسم في قوانين ابن مماتي وفي تحفة الإرشاد من أعمال حوف رمسيس، وفي التحفة السنية لابن الجيعان في أعمال البحيرة.